# HD 155154
HD 155154，又名BD+75 613，SAO 8697、HR 6379，是一颗恒星，视星等为6.21，位于銀經107.35，銀緯33.04，其B1900.0坐标为赤經17h 4m 48.6s，赤緯+75° 33.04′ 9″。